# Columnea minor
Columnea minor là một loài thực vật có hoa trong họ Tai voi. Loài này được (Hook.) Hanst. mô tả khoa học đầu tiên năm 1866.